# شاهدان یهوه
شاهدان یَهُوَه (به انگلیسی: Jehovah's Witnesses) سازمانی آئینی و یکی از جنبش‌های متفاوت اندیش مسیحی با قرائتی دگراندیشانه از کتاب مقدس نسبت به اکثریت جامعه مسیحیان جهان است. سازمان امروزی شاهدان یهوه برآمده از فعالیت کسانی در اوایل قرن ۱۹ است که در پنسیلوانیای آمریکا با قرائت و تفسیری دیگر گونه از اصول کتاب مقدس مسیحی دور هم گرد می‌آمدند و مجموعه مجلات برج دیده‌بانی را منتشر می‌کردند. شاخص‌ترین فرد از رهبران آنان چارلز تیز راسل بود، هرچند شاهدان یهوه نهایتاً عیسی مسیح را بنیانگذار راه و روش خود می‌دانند. دکترین و تلقی شاهدان یهوه در مبانی الوهیتی میان شاخه‌های مذاهب مسیحیت از اصول کلیساهای کاتولیک و پروتستان و ارتدکس متمایز و با آن‌ها متفاوت است. شاهدان یهوه به تثلیث معتقد نیستند و به مخلوق بودن مفهوم پسر در عیسی مسیح اعتقاد دارند. از وجوه عینی تمایز و پایبندی شاهدان یهوه در عدم انجام برخی امور عادی و معمول یکی مخالفت با روش درمانی انتقال خون و اهدای خون هنگام مداوا و مداخلات پزشکی است و دیگری عدم برگزاری مراسم جشن تولد است ــ با وجود آنکه خود معترفند که به استناد کتاب مقدس مسیحیان چنین جشنی هرگز منع نشده‌است. شاهدان یهوه مردمی از صدها فرهنگ و زبان مختلف با پیشینه‌های گوناگونند که اهداف مشترکی در زندگیشان آنان را متحد ساخته‌است؛ هدف اصلی آنان ستایش یهوه، خدای کتاب مقدّس و آفریدگار عالم، است. به علاوه، آن‌ها نهایت سعی خود را می‌کنند که در زندگیشان عیسی مسیح را سرمشق قرار دهند و مسیحی خوانده می‌شوند زیرا پیرو راه عیسی هستند. هر یک از شاهدان یهوه داوطلبانه وقت صرف می‌کند تا مردم را با کلام خدا و پادشاهی او آشنا کند و خبر خوش را بشارت دهد. آن‌ها «شاهد یهوه» خوانده می‌شوند، زیرا در مورد یهوه با مردم صحبت می‌کنند. بنا بر بشارت این گروه، نام «شاهدان یهوه» نشان دهنده این است که آن‌ها در خصوص یهوه شهادت می‌دهند.
وقتی کتاب مقدّس از مردان وفادار متعددی که اولین آن‌ها هابیل است نام می‌برد، ایشان را «اَبر شاهدان» می‌خواند. از افراد برجسته‌ای همچون نوح، ابراهیم، اسحاق، یعقوب، یوسف، داود و موسی به عنوان شاهدان خدا یاد شده‌است. عیسی مسیح «شاهد امین و صدیق» خوانده شده‌است.
شاهدان یهوه دارای یک هیئت اداره‌کننده می‌باشند که گروهی کوچک از مسیحیان بالغ هستند و شاهدان یهوه را در سراسر دنیا هدایت می‌کنند. مسئولیت‌های هیئت اداره‌کننده را می‌توان در دو بخش خلاصه کرد:
1. آنان بر تهیهٔ تعالیم کتاب مقدّس نظارت دارند، تعالیمی که از طریق نشریات، جلسات و مدارس شاهدان یهوه فراهم می‌شود. —لوقا ۱۲:۴۲.
2. آنان بر فعالیت جهانی شاهدان یهوه نظارت دارند. این کار شامل هدایت موعظهٔ عمومی و نحوهٔ استفاده از اعانات می‌شود.

همچنین بیش از ۱۰۰ دفتر شعبه در دنیا وجود دارد که آنها را بیت ئیل (نامی عبری به‌معنای «خانهٔ خدا») می‌نامند. در این مکان‌ها، افراد داوطلب نشریه‌های کتاب مقدس را، که توسط هیئت اداره کننده تهیه شده، ترجمه و چاپ و ارسال می‌نمایند. همچنین، از این دفاتر راهنمایی‌ها و دستورهایی در جهت سازماندهی کار موعظه به جماعات ابلاغ می‌گردد.

شاهدان یهوه دو بار در هفته به جهت آموزش خدمت موعظه و فراگیری تعالیم کتاب مقدس در یک‌جا جمع می‌شوند. این برنامه به‌صورت یکپارچه و در کل دنیا و به زبان‌های مختلف برگزار می‌شود. همچنین، کنگره‌ها و مجامعی به زبان‌های مختلف در سراسر دنیا برگزار می‌شود که تعمید شاگردان جدید بخشی معمول و همیشگی از برنامه هر مجمع یا کنگره است.
شاهدان یهوه به‌هیچ‌وجه به مسائل سیاسی کشورها و جهان توجه نشان نمی‌دهند و در رای گیری‌ها و همچنین جنگ‌ها شرکت نمی‌کنند و حتی از آموزش نظامی و شرکت در دوره‌های سربازی امتناع می‌کنند، زیرا بر طبق تعالیم کتاب مقدس تنها راه برقراری صلح واقعی در جهان را در گرو برقراری حکومت یهوه خدا بر انسان‌ها می‌دانند. شاهدان یهوه تفاوت خود را با دیگر شاخه‌های مسیحیت در موارد زیر می‌دانند:
1. به تثلیث عقیده ندارند. کسی که می‌خواهد شاهد یهوه شود و تعمید یابد باید برتری پدر ــ یهوه ــ و مقام و اختیار پسر ــ عیسی ــ را تشخیص دهد.
2. به روح فناناپذیر اعتقاد ندارند.
3. معتقد به رستاخیز به معنی بازگشت مردگان به زمینی که به بهشت تبدیل خواهد شد هستند.
4. اعتقادی به سرنوشت محتوم ندارند.
5. معتقدند که طبقه روحانی ندارند اما در شاهدان یهوه افرادی به نام پیران مسیحی یا پیران جماعت هستند که همان وظایف مراقبت معنوی و آموزش کتاب مقدس و وعظ را انجام می‌دهند؛ این وظایف در سایر گروه‌های مسیحی نیز توسط افرادی با نام‌های دیگر مانند شماس و کشیش و اسقف انجام می‌شود. شاهدان یهوه این قشر از خادمین را نه کشیش، بلکه پیر جماعت یا پیر مسیحی می‌نامند.[۱۴]
6. از بکار بردن مجسمه، صلیب و مانند آن دوری می‌کنند و این سازه‌ها را بت می‌دانند.[۱۵]
7. معتقد به پایان قریب‌الوقوع دنیای کنونی هستند.